# Coelotes micado
Coelotes micado là một loài nhện trong họ Amaurobiidae.
Loài này thuộc chi Coelotes. Coelotes micado được Embrik Strand miêu tả năm 1907.